# Royaume albanais (1939-1943)
Pour les articles homonymes, voir Royaume d'Albanie et Albanie italienne.
1939–1943
Entités précédentes :
- Royaume albanais

Entités suivantes :
- Occupation allemande

Le Royaume albanais (en albanais Mbretëria Shqiptare, en italien : Regno albanese) a été le gouvernement de l'Albanie après son annexion par l'Italie fasciste en avril 1939. Le pays a subi durant le conflit de nombreux bouleversements politiques et territoriaux. Après le retrait italien en 1943, l'Albanie a été occupée par l'Allemagne nazie et a connu une période de guerre civile s'achevant par la prise de contrôle par les communistes.

## Annexion par l'Italie
Le 7 avril 1939, quelques mois avant le début de la Seconde Guerre mondiale, l'Italie envahit l'Albanie ; après une courte résistance de la part des troupes albanaises, le roi Zog Ier prend la fuite. Le régime de Benito Mussolini réalise ainsi en Europe une expansion territoriale comparable à celle accomplie par Adolf Hitler lors de la création du protectorat de Bohême-Moravie, en annexant des territoires ayant jadis fait partie de l'Empire romain et de l'Albanie vénitienne. Le roi d'Italie, Victor-Emmanuel III, est proclamé souverain d'Albanie ; le pays est promis à une politique de colonisation et d'italianisation, des Italiens étant invités à s'y installer. 11 000 colons italiens s'établissent en Albanie, de même que 22 000 travailleurs temporaires.

## Gouvernement
Les affaires étrangères et les ressources naturelles du pays sont gérées par l'Italie. Les ressources pétrolières sont administrées par la compagnie italienne Agip. Shefqet Verlaci, déjà Premier ministre dans les années 1920 et adversaire politique du roi Zog, est nommé chef du gouvernement, nommant un certain nombre de ses proches comme son gendre Xhemil Bey Dino (en), ministre des Affaires étrangères. Le Parti fasciste albanais devient parti unique. L'Albanie est officiellement une monarchie constitutionnelle, rattachée à la maison de Savoie, l'indépendance du pays et le maintien de sa langue étant garantis.

## Pendant le conflit mondial

Royaume d'Italie
Royaume albanais

L'Albanie fournit à l'Italie une tête de pont pour réaliser son invasion du royaume de Grèce en octobre 1940, le royaume fournissant également des troupes. Mais les défaites dans la guerre italo-grecque entraînent des pertes territoriales, les Grecs s'emparant notamment des régions de Gjirokastër et Korçë. Les territoires sont récupérés après l'invasion allemande de la Grèce.
Après l'invasion de la Yougoslavie en avril 1941, une partie des territoires yougoslaves habités par des Albanais sont intégrés au Royaume albanais. L'Italie annexe le Kosovo et une partie de la Macédoine, dont une autre partie est cependant occupée par la Bulgarie. Le 4 décembre 1941, Verlaci, ne s'entendant pas avec l'administrateur militaire italien Francesco Jacomoni, est remplacé à la tête du gouvernement par Mustafa Merlika-Kruja. Ce dernier échoue cependant à réduire la résistance, les exactions commises par ses forces de l'ordre grossissant même leurs rangs. En janvier 1943, Merlika-Kruja est limogé à son tour par les Italiens. Une succession de gouvernements dirigés par des représentants des propriétaires terriens, sur lesquels les Albanais comptaient pour assurer leur légitimité, ne parvient pas davantage à ramener l'ordre.
Le pays connaît une activité grandissante de groupes de résistance, aidés à partir de 1943 par des équipes du SOE. La résistance albanaise s’organise principalement autour du Parti communiste d'Albanie d'Enver Hoxha et Koçi Xoxe, du Balli Kombëtar (mouvement nationaliste anti-italien, anticommuniste et antiroyaliste) de Midhat Frashëri et des zoguistes (partisan du roi Zog Ier) d’Abaz Kupi. En septembre 1942, la conférence de libération nationale regroupe communistes et nationalistes de diverses tendances : les groupes de résistance se fédèrent au sein du Mouvement de libération nationale de l'Albanie. Seuls les partisans d'Ishan Toptani restent en dehors des affrontements idéologiques des trois autres mouvements de résistance.
La mainmise progressive des communistes sur le Mouvement de libération nationale aboutit à une rupture entre eux et les nationalistes, une partie du Balli Kombëtar collaborant ensuite avec les occupants allemands. Les communistes albanais reçoivent quant à eux une importante aide matérielle de la part des Partisans yougoslaves de Tito.

### Invasion et occupation allemande

Drapeau durant l'occupation allemande, 1943-1944.

Le 25 juillet 1943, après la chute de Benito Mussolini, Victor-Emmanuel III abdique en tant que roi d'Albanie. Le 9 septembre, le Troisième Reich pénètre dans le pays. En octobre, l'assemblée constituante est réunie sur ordre des Allemands, et l'Albanie proclame son indépendance vis-à-vis de l'Italie, révoquant également la plupart des lois promulguées durant l'occupation italienne. Lef Nosi (en), membre du Balli Kombëtar, devient chef de l'État.